# Йордан Чолаков
Йордан Чолаков е помощник-капитан от българския търговски флот.

## Биография
Роден е в град Елена. Става трети помощник на капитан Иван Томов и е в командния състав на екипажа му, който извежда горящия кораб „Мария-Луиза“ от пристанището на Пирея.
Тленните останки на кап. Йордан Чолаков почиват в двора на църквата „Успение Богородично“ в град Елена.